# وضع (لغة)
الوضع في اللغة جعل اللفظ بإزاء المعنى، وفي الاصطلاح تخصيص شيء بشيء فإن أطلق الشيء الأول أو أحس فهم منه الشيء الثاني، والمراد بالإطلاق استعمال اللفظ وإرادة المعنى، والإحساس استعمال اللفظ أعم من أن تكون فيه إرادة المعنى أو لا تكون.
أما وضع اللفظ فيطلق على معنيين أحدهما تعيين اللفظ للدلالة على المعنى والآخر تعيين اللفظ على المعنى بنفسه أي ليدل بنفسه لا بقرينة تنضم إليه. والمجاز داخل بالمعنى الأول وخارج بالثاني.

## تقسيم
الوضع على قسمين جزئي وكلي. الوضع الجزئي بأن يلاحظ الموضوع والموضوع له بخصوصهما فإن خصوصية الإضافة باعتبار خصوصية الطرفين. والوضع الكلي بأن يلاحظ الموضوع له بوجه أعم كما في المشتقات فإنهم قالوا مثلا إن اسم الفاعل موضوع لمن قام به الفعل. أو بأن يلاحظ الموضوع له بوجه أعم كما في الحروف والمضمرات والمبهمات وتفصيل هذا المقام في كتاب جامع الغموض.

### جزئي
الوضع الجزئي يطلق على معنيين أحدهما الخاص والآخر الشخصي.

#### خاص
الوضع الخاص يراد به الوضع العام لموضوع له خاص.

#### شخصي
الوضع الشخصي، ويسمى وضعا عينيا أيضا، تعيين اللفظ بخصوصه وبعينه للمعنى كما يقال هذا اللفظ موضوع لكذا.

### كلي
الوضع الكلي يطلق على معنيين أحدهما العام والآخر النوع.

#### عام
الوضع العام يراد به الوضع العام لموضوع له عام.

#### نوعي
الوضع النوعي تعيين اللفظ ضمن القاعدة الكلية لا بخصوصه ولا بعينه للمعنى.